# Списак комунистичких партија
Оснивање комунистичких партија у свету раширило се с формирањем Коминтерне, 1919, у совјетској Русији. Најважније по јачини и утицају биле су комунистичке партије Совјетског Савеза и Народне Републике Кине.
Немају нужно све партије са комунистичким програмом назив комунистичка партија. Осим тога назива, постоје партије и с именима Радничка партија, Социјалистичка партија, Напредна партија, итд. Већина комунистичких партија била је током Хладног рата сврстана уз Моксву или Пекинг.
Већина партија које се зову или су се звале Комунистичка партија (име државе), биле су формиране након оснивања Коминтерне. Неке од њих су у међувремену промениле назив како би се дистанцирале од касније политике СССР-а, а неке су га задржале до данас. Већина партија које су свом називу носиле или носе додатак марксистичко-лењинистичка, темеље се на маоизму, па на тај начин истичу разлику од програма комунистичких партија, чији је узор совјетски или неки други тип социјализма.
Троцкистичке политичке партије нису наведене у овом списку.

## Владајуће партије
У овим земљама, комунистичке партије су на челу владајуће коалиције, имају већину у парламенту или саме држе власт.
- Вијетнам – Комунистичка партија Вијетнама, на челу Вијетнамског отаџбинског фронта
- Кина – Комунистичка партија Кине, на челу Уједињеног фронта
- Куба – Комунистичка партија Кубе
- Лаос – Народна револуционарна партија Лаоса, на челу Фронта за националну обнову Лаоса
- Непал – Уједињена комунистичка партија Непала (маоистичка) и Комунистичка партија Непала (уједињена марксистичко-лењинистичка), на челу владајуће коалиције.
- Северна Кореја – Радничка партија Кореје, на челу Демократског фронта за поновно уједињење отаџбине

## Партије које су део владајуће коалиције
Ове партије немају водеће место у владајућим коалицијама.
- Бангладеш – Радничка партија Бангладеша, учествује у владајућој коалицији
- Венецуела – Комунистичка партија Венецуеле, учествује у владајућој коалицији
- Грчка – Покрет за уједњене у левици акције, учествује у владајућој коалицији
- Еквадор – Комунистичка партија Еквадора, учествује у владајућој коалицији
- Јужноафричка Република – Јужноафричка комунистичка партија, учествује у владајућој коалицији
- Палестина – Народни фронт за ослобођење Палестине и Демократски фронт за ослобођење Палестине, учествују у владајућој коалицији
- Португалија – Комунистичка партија Португалије, подупире XXI конститутивну владу под вођством Социјалистичке партије
- Сирија – Сиријска комунистичка партија (Бакдаш) и Сиријска комунистичка партија (Фајсал), учествују у владајућој коалицији
- Уругвај – Комунистичка партија Уругваја, учествује у владајућој коалицији
- Чиле – Комунистичка партија Чилеа, учествује у владајућој коалицији

## Бивше владајуће партије
- Демократска Република Авганистан (1978–1992) – Народна демократска партија Авганистана
- Народна Република Албанија (1946–1991) – Комунистичка партија Албаније
- Народна Република Ангола (1975–1992) – Народни покрет за ослобођење Анголе (1991. напустила марксизам-лењинизам и усвојила социјалдемократију)
- Народна Република Бенин (1975–1990) – Народна револуционарна партија Бенина
- Народна Република Бугарска (1946–1990) – Бугарска комунистичка партија
- Бугарска (2001–2014) – Комунистичка партија Бугарске
- Гренада (1979–1983) – Нови заједнички подухват за благостање, образовање и ослобођење
- Народна Демократска Република Етиопија (1974–1991) – Радничка партија Етиопије
- Јужни Јемен (1969–1990) – Социјалистичка партија Јемена
- Социјалистичка Федеративна Република Југославија (1945–1990) – Савез комуниста Југославије
- Демократска Кампућија (1975–1979) – Комунистичка партија Кампућије
- Народна Република Кампућија (1979–1993) – Народна револуционарна партија Кампућије
- Кипар (2008–2013) – Напредна партија радног народа (била на челу владајуће коалиције)
- Народна Република Конго (1970–1990) – Радничка партија Конга
- Литванско-Белоруска Совјетска Социјалистичка Република (1919) – Комунистичка партија (бољшевика) Литваније и Белорусије
- Мађарска Совјетска Република (1919) – Комунистичка партија Мађарске
- Народна Република Мађарска (1949–1989) – Мађарска радничка народна партија, Мађарска социјалистичка радничка партија
- Молдавија (2001–2009) – Партија комуниста Републике Молдавије (била на челу владајуће коалиције)
- Народна Република Монголија (1924–1992) – Монголска народна револуционарна партија
- Народна Република Мозамбик (1975–1992) – ФРЕЛИМО (напустила марксизам-лењинизам и усвојила социјалдемократију)
- Источна Немачка (1949–1990) – Јединствена социјалистичка партија Немачке
- Народна Република Пољска (1944–1989) – Пољска уједињена радничка партија
- Социјалистичка Република Румунија (1947–1989) – Румунска комунистичка партија
- Савез Совјетских Социјалистичких Република (1922–1991) – Комунистичка партија Совјетског Савеза
- Сан Марино (1945–1957) – Комунистичка партија Сан Марина (била део владајуће коалиције)
- Демократска Република Сомалија (1976–1991) – Револуционарна социјалистичка партија Сомалије
- Србија (2016–2022) – Комунистичка партија (била део владајуће коалиције СПС-ЈС са СНС)
- Народна Република Тува (1921–1944) – Народна револуционарна партија Туве
- Украјина (2010–2014) – Комунистичка партија Украјине
- Украјинска Совјетска Социјалистичка Република (1918) – Комунистичка партија (бољшевика) Украјине (постала део Руске комунистичке партије (бољшевика))
- Чехословачка Социјалистичка Република (1948–1989) – Комунистичка партија Чехословачке
- Чиле (1970–1973) – Комунистичка партија Чилеа (била део владајуће коалиције)
- Шпанска република (1936–1939) – Комунистичка партија Шпаније (била део владајуће коалиције)

## Садашње партије (невладајуће)
Комунистичке партије које делују у опозицији.
- Абхазија (међународно непризната) – Комунистичка партија Абхазије
- Авганистан – Авганистанска ослободилачка организација (илегална), Комунистичка (маоистичка) партија Авганистана
- Азербејџан – Комунистичка партија Азербејџана, Реформистичка комунистичка партија Азербејџана, Уједињена комунистичка партија Азербејџана, Комунистичка партија Азербејџана (платформа марксизма-лењинизма)
- Албанија – Комунистичка партија Албаније, Комунистичка партија Албаније 8. новембар
- Алжир – Алжирска партија за демократију и социјализам
- Ангола – Партија анголанске комунистичке заједнице
- Аргентина – Комунистичка партија Аргентине, Револуционарна комунистичка партија Аргентине
- Аустралија – Комунистичка партија Аустралије, Комунистичка партија Аустралије (марксистичко-лењинистичка)
- Аустрија – Комунистичка партија Аустрије, Комунистичка иницијатива
- Бангладеш – Комунистичка партија Бангладеша, Револуционарна радничка партија Бангладеша, Социјалистичка партија Бангладеша (БАСОД)
- Бахреин – Национални ослободилачки фронт Бахреина
- Белгија – Комунистичка партија, Партија комуниста, Радничка партија Белгије
- Белорусија – Комунистичка партија Белорусије
- Бенин – Комунистичка партија Бенина, Марксистичко-лењинистичка комунистичка партија Бенина
- Боливија – Комунистичка партија Боливије, Народни револуционарни фронт (марксистичко-лењинистичко-маоистички)
- Босна и Херцеговина – Радничко-комунистичка партија Босне и Херцеговине, Комунистичка партија Босне и Херцеговине
- Бразил – Комунистичка партија Бразила, Бразилска комунистичка партија, Комунистичка партија Бразила, Револуционарна комунистичка партија
- Бугарска – Савез комуниста у Бугарској
- Буркина Фасо – Волтанска револуционарна комунистичка партија, Партија за демократију и социјализам
- Бутан – Комунистичка партија Бутана (марксистичко-лењинистичко-маоистичка)
- Гвадалупе – Комунистичка партија Гвадалупеа
- Гвајана – Народна напредна партија
- Грузија – Комунистичка партија Грузије, Уједињена комунистичка партија Грузије, Нова комунистичка партија Грузије
- Грчка – Комунистичка партија Грчке
- Данска – Комунистичка партија Данске, Комунистичка партија у Данској, Комунистичка партија
- Доминиканска Република – Снага револуције
- Еквадор – Марксистичко-лењинистичка партија Еквадора, Радничка партија Еквадора
- Египат – Комунистичка партија Египта
- Израел – Комунистичка партија Израела, Израелски комунистички форум[1]
- Индија – Комунистичка партија Индије, Комунистичка партија Индије (марксистичка), Комунистичка партија Индије (маоистичка), Центар социјалистичког јединства Индије (комунистичка), Комунистичка партија Индије (марксистичко-лењинистичка) - Нова демократија, Комунистичка партија Индије (марксистичко-лењинистичка) - Ослобођење, Комунистичка партија Индије (марксистичко-лењинистичка) (Кану Сањал)
- Ирак – Комунистичка партија Ирака, Комунистичка партија Ирака - кадар, Комунистичка партија Ирака - главни штаб
- Иран – Тудех партија Ирана
- Ирска – Комунистичка партија Ирске, Радничка партија Ирске
- Италија – Партија комунистичке обнове, Партија италијанских комуниста, Марксистичко-лењинистичка партија Италије
- Јапан – Комунистичка партија Јапана, Јапанска радничка партија,[2] Радничко-комунистичка партија[3]
- Јерменија – Јерменска комунистичка партија, Уједињена комунистичка партија Јерменије
- Јордан – Комунистичка партија Јордана, Демократска народна партија Јордана, Комунистичка радничка партија Јордана
- Јужни Судан – Комунистичка партија Јужног Судана
- Казахстан – Комунистичка партија Казахстана, Комунистичка народна партија Казахстана
- Канада – Комунистичка партија Канаде, Комунистичка партија Квибека, Комунистичка партија Канаде (марксистичко-лењинистичка)
- Киргистан – Комунистичка партија Киргистана, Партија комуниста Киргистана
- Колумбија – Комунистичка партија Колумбије, Тајна комунистичка партија Колумбије
- Костарика – Народна авангардна партија, Народна партија Костарике
- Курдистан – Комунистичка партија Курдистана, Радничка партија Курдистана (илегална)
- Лесото – Комунистичка партија Лесотоа
- Летонија – Социјалистичка партија Летоније
- Либан – Комунистичка партија Либана
- Либија – Либијска комунистичка партија
- Луксембург – Комунистичка партија Луксембурга
- Мађарска – Комунистичка радничка партија Мађарске
- Македонија – Савез Титових левих снага, Савез комуниста Македоније – Покрет за слободу
- Мали – Радничка партија Малија
- Малта – Комунистичка партија Малте
- Мароко – Демократски пут
- Мартиник – Комунистичка партија Мартиника
- Мексико – Комунистичка партија Мексика (марксистичко-лењинистичка), Народна социјалистичка партија, Партија мексичких комуниста
- Мјанмар – Комунистичка партија Бурме (илегална)
- Молдавија – Комунистичка партија Молдавије, Партија комуниста Републике Молдавије
- Монголија – Комунистичка партија Монголије, Монголска народна револуционарна партија
- Нагорно-Карабах (међународно непризната) – Комунистичка партија Нагорно-Карабаха
- Немачка – Немачка комунистичка партија, Марксистичко-лењинистичка партија Немачке, Комунистичка партија Немачке, Комунистичка платформа, Комунистичка иницијатива[4]
- Непал – Комунистичка партија Непала (уједињена), Комунистичка партија Непала (марксистичко-лењинистичка), Комунистичка партија Непала (марксистичка), Комунистичка партија Непала (уједињена марксистичка), Комунистичка партија Непала (маоистичка)
- Нови Зеланд – Социјалистичка партија Аотеарое, Радничка партија Новог Зеланда
- Норвешка – Комунистичка партија Норвешке, Црвени
- Пакистан – Комунистичка Маздур Кисан партија, Комунистичка партија Пакистана
- Палестина – Народна партија Палестине
- Панама – Народна партија Панаме
- Парагвај – Комунистичка партија Парагваја
- Перу – Перуанска комунистичка партија, Комунистичка партија Перуа (Црвена отаџбина), Комунистичка партија Перуа, Светла стаза
- Пољска – Комунистичка партија Пољске
- Португалија – Комунистичка партија португалских радника
- Придњестровље (међународно непризната) – Придњестровска комунистичка партија, Комунистичка партија Придњестровља
- Реинион – Комунистичка партија Реиниона
- Румунија – Савез радника Румуније, Савез комуниста Румуније
- Русија – Комунистичка партија Руске Федерације, Комунистичко-радничка партија Русије, Свесавезна комунистичка партија бољшевика, Комунисти Русије, Национал-бољшевичка партија
- Сан Марино – Комунистичка обнова Сан Марина
- Сенегал – Партија независности и рада
- Сједињене Америчке Државе – Комунистичка партија САД, Радничка светска партија, Социјалистичка организација пута слободе, Напредна радничка партија, Марксистичко-лењинистичка организација САД, Револуционарна комунистичка партија, Радничка партија, Партија за социјализам и ослобођење, Социјалистичка радничка партија (пре троцкистичка)
- Словачка – Комунистичка партија Словачке, Зора
- Србија – Партија радикалне левице, Партија рада,[5] Нова комунистичка партија Југославије,[6] Комунисти Србије,[7] Савез комуниста Србије,[8][9][10][11] Народни покрет „Југословени”,[12][13][14][15][16] Црвена акција / Црвена иницијатива,[17] Маркс21,[18] Комунистичка Алтернатива,[19][20] Комунистичка партија Србије,[21] Савез комуниста Југославије у Србији,[22][23] Револуционарни комунистички савез,[24] Револуционарна народна партија - фронт,[25] Југословенски центар Тито,[26] Савез Југословена,[27] Мини Југославија,[28] Југоносталгија Баваниште,[29] Народни фронт,[30] Комунистичка интернационала – Југословенска секција (Стаљинистичко-Хоџаистичка)[31]
(Напомена: Тренутно у Републици Србији не постоји ниједна регистрована политичка странка са комунистичким називом)
- Судан – Комунистичка партија Судана
- Република Кина – Комунистичка партија Тајвана, Комунистичка партија Републике Кине
- Таџикистан – Комунистичка партија Таџикистана
- Тунис – Радничка партија Туниса
- Туркменистан – Комунистичка партија Туркменистана (илегална)
- Турска – Комунистичка партија Турске, Марксистичко-лењинистичка комунистичка партија, Радничка партија
- Узбекистан – Комунистичка партија Узбекистана
- Уједињено Краљевство – Комунистичка партија Британије, Комунистичка партија Велике Британије (марксистичко-лењинистичка), Комунистичка партија Британије (марксистичко-лењинистичка), Комунистичка партија Шкотске, Нова комунистичка партија Британије, Револуционарна комунистичка партија Британије (марксистичко-лењинистичка), Комунистички савез Велике Британије, Револуционарна комунистичка група, Спартакистички савез Британије
- Украјина – Комунистичка партија Украјине, Комунистичка партија Украјине (обновљена), Марксистичко-лењинистичка партија Украјине
- Филипини – Комунистичка партија Филипина, Комунистичка партија Филипина - 1930
- Финска – Комунистичка партија Финске, За мир и социјализам - комунстичка парничка партија, Савез комуниста
- Француска – Комунистичка партија Француске, Страна комунистичког препорода у Француској, Радничка комунистичка партија Француске
- Хаити – Нова комунистичка партија Хаитија (марксистичко-лењинистичка)[32]
- Холандија – Нова комунистичка партија Холандије
- Хрватска – Социјалистичка радничка партија Хрватске, Комунистичка партија Хрватске, Црвена акција
- Црна Гора – Југословенска комунистичка партија Црне Горе, Нова комунистичка партија Црне Горе
- Чешка – Комунистичка партија Чешке и Моравске
- Швајцарска – Швајцарска партија рада
- Шведска – Комунистичка партија Шведске, Партија социјалистичке правде, Радничка партија
- Шпанија – Комунистичка партија Шпаније, Комунистичка партија Шпаније (марксистичко-лењинистичка), Комунистичка партија народа Шпаније
- Шри Ланка – Комунистичка партија Шри Ланке

## Бивше комунистичке
Комунистичке партије које су у одређеном временском периоду напустиле марксизам-лењинизам и научни социјализам-комунизам и усвојиле социјалдемократију, демократски социјализам и социјални либерализам.
- Авганистан – Фракција Парчам Народне демократске партије Авганистана постала је Демократска Ватан партија Авганистана
- Албанија – Комунистичка партија Албаније постала је Социјалистичка партија Албаније
- Ангола – Народни покрет за ослобођење Анголе
- Бразил – Бразилска комунистичка партија постала је Социјалистичка народна партија
- Бугарска – Бугарска комунистичка партија постала је Бугарска социјалистичка партија
- Естонија – Комунистичка партија Естоније постала је Лева партија Естоније
- Етиопија – Радничка партија Етиопије постала је Свеетиопски социјалистички покрет
- Исланд – Комунистичка партија Исланда постала је Народни савез
- Италија – Италијанска комунистичка партија постала је Партија демократске левице, која се касније спојила са Демократима левице, а они са Демократском партијом
- Јемен – Социјалистичка партија Јемена
- Камбоџа – Народна партија Камбоџе
- Република Конго – Радничка партија Конга
- Мађарска – Мађарска социјалистичка радничка партија постала је Мађарска социјалистичка партија
- Мозамбик – ФРЕЛИМО
- Монголија – Монголска народна партија
- Источна Немачка – Партија социјалистичког јединства Немачке постала је Партија демократског социјализма
- Никарагва – Социјалистичка партија Никарагве
- Палестина – Комунистичка партија Палестине
- Пољска – Пољска уједињена радничка партија постала је Савез за демократску левицу
- Румунија – Румунска комунистичка партија постала је Фронт народног спаса, чији су наследници Демократска либерална партија и Социјалдемократска партија
- Сан Марино – Комунистичка партија Сан Марина постала је Партија демократа
- Тунис – Комунистичка партија Туниса постала је Покрет за обнову
- Шведска – Лева партија - Комунисти постала је Лева партија

## Бивше партије (владајуће)
- Чехословачка – Комунистичка партија Чехословачке
- Савез Совјетских Социјалистичких Република – Комунистичка партија Совјетског Савеза
- Социјалистичка Федеративна Република Југославија – Савез комуниста Југославије
- Непал – Комунистичка партија Непала (јединство Центре-Месал); 2009. спојила се са Комунистичком партијом Непала (маоистичка)

## Бивше партије (невладајуће)
- Аустралија – Комунистичка партија Аустралије
- Бразил – Револуционарна комунстичка партија Бразила
- Гватемала – Партија рада Гватемале; спојила се са УРНГ
- Грузија – Оживљена комунистичка партија Грузије, Радничка комунистичка партија Грузије
- Салвадор – Комунистичка партија Ел Салвадора; спојила се са ФМЛН
- Израел – Маки (1948–1973); 1965. се отцепила од углавном арапског Ракаха
- Индонезија – Комунистичка партија Индонезије
- Ирска – Комунистичка партија Ирске (марксистичко-лењинистичка)
- Исланд – Комунистичка партија Исланда
- Италија – Комунистичка партија Италије
- Јерменија – Јерменска комунистичка радничка партија, Јерменски раднички савез, Савез комуниста Јерменије, Обновљена комунистичка партија Јерменије
- Краљевина Југославија – Комунистичка партија Југославије Напомена: Забрањена од стране надлежних државних органа.
- Социјалистичка Федеративна Република Југославија – Комунистичка партија Југославије (Генерални секретар Момчило Мома Јокић) Напомена: Деловала илегално 1974. године, забрањена од стране надлежних државних органа.[33][34]
- Савезна Република Југославија – Савез комуниста - Покрет за Југославију (СК-ПЈ)
- Канада – Радничко-напредна партија; основана 1943. након забране КП Канаде, наставила деловање под старим именом од 1959, Радничка комунистичка партија Канаде
- Каналска острва – Комунистичка партија Џерзија
- Куба – Народна социјалистичка партија; спојила се с Комунистичком партијом Кубе
- Либан – Народна партија Либана
- Малезија – Малајска комунистичка партија, Комунистичка партија Северног Калимантана
- Мексико – Комунистичка партија Мексика, Марксистичко-лењинистички центар у Мексику
- Намибија – Комунистичка партија Намибије
- Немачко царство – Спартакистичка лига; основана 1918. и прерасла у Комунистичку партију Немачке
- Западна Немачка – Партија социјалистичког јединства Западног Берлина, Комунистичка партија Немачке; забрањена 1956.
- Нигерија – Социјалистичка радничко-сељачка партија Нигерије
- Нови Зеланд – Комунистичка партија Новог Зеланда, Партија социјалистичког јединства
- Норвешка – Радничка комунистичка партија; спојила се са Црвенима
- Палестина – Комунистичка партија Палестине (1921–1948)
- Пољска – Комунистичка партија Пољске
- Саудијска Арабија – Комунистичка партија у Саудијској Арабији
- Сједињене Америчке Државе – Комунистичка партија (марксистичко-лењинистичка), Комунистички покрет 19. мај, Комунистичка радничка партија, Партија црна пантера, Комунистичка радничка партија
- Шаблон:Подаци о застави Слободна Територија Трста – Комунистичка партија Слободне Територије Трста; спојила се са Комунистичком партијом Италије
- Краљевина Срба, Хрвата и Словенаца – Социјалистичка радничка партија Југославије (комуниста)
- Република Кина – Тајванска комунистичка партија
- Тајланд – Комунистичка партија Тајланда
- Татарстан – Комунистичка партија Републике Татарстан
- Уједињено Краљевство – Комунистичка партија Велике Британије
- Хаити – Уједињена партија хаићанских комуниста; 1990. се спојила са Покретом националне обнове
- Холандија – Комунистичка партија Холандије; 1989. спојила се са Зеленом левицом
- Хондурас – Комунистичка партија Хондураса; спојила се са Партијом домољубне обнове
- Црна Гора – Савез комуниста Југославије - комунисти Црне Горе; 2009. спојила се са Југословенским комунистима Црне Горе и формирала Југословенску комунистичку партију Црне Горе